# Jakov Filipović
Jakov Filipović (Pećnik, 17. listopada 1992.) hrvatski je nogometaš koji igra na poziciji stopera. Trenutačno igra za Goricu.
Filipović ima tri nastupa za Hrvatsku. Debitirao je s dva neriješena rezultata i oba izgubljena u raspucavanjima na jedanaesterce u siječnju 2017. na prijateljskom turniru u Kini protiv Čilea (1:1; 1:4 nakon jedanaesteraca) i domaćina Kine (1:1; 3:4 nakon jedanaesteraca). Treći i za sada posljednji nastup imao je u pobjedi protiv Meksika (2:1) u Los Angelesu 27. svibnja iste godine.